# Bell XV-3

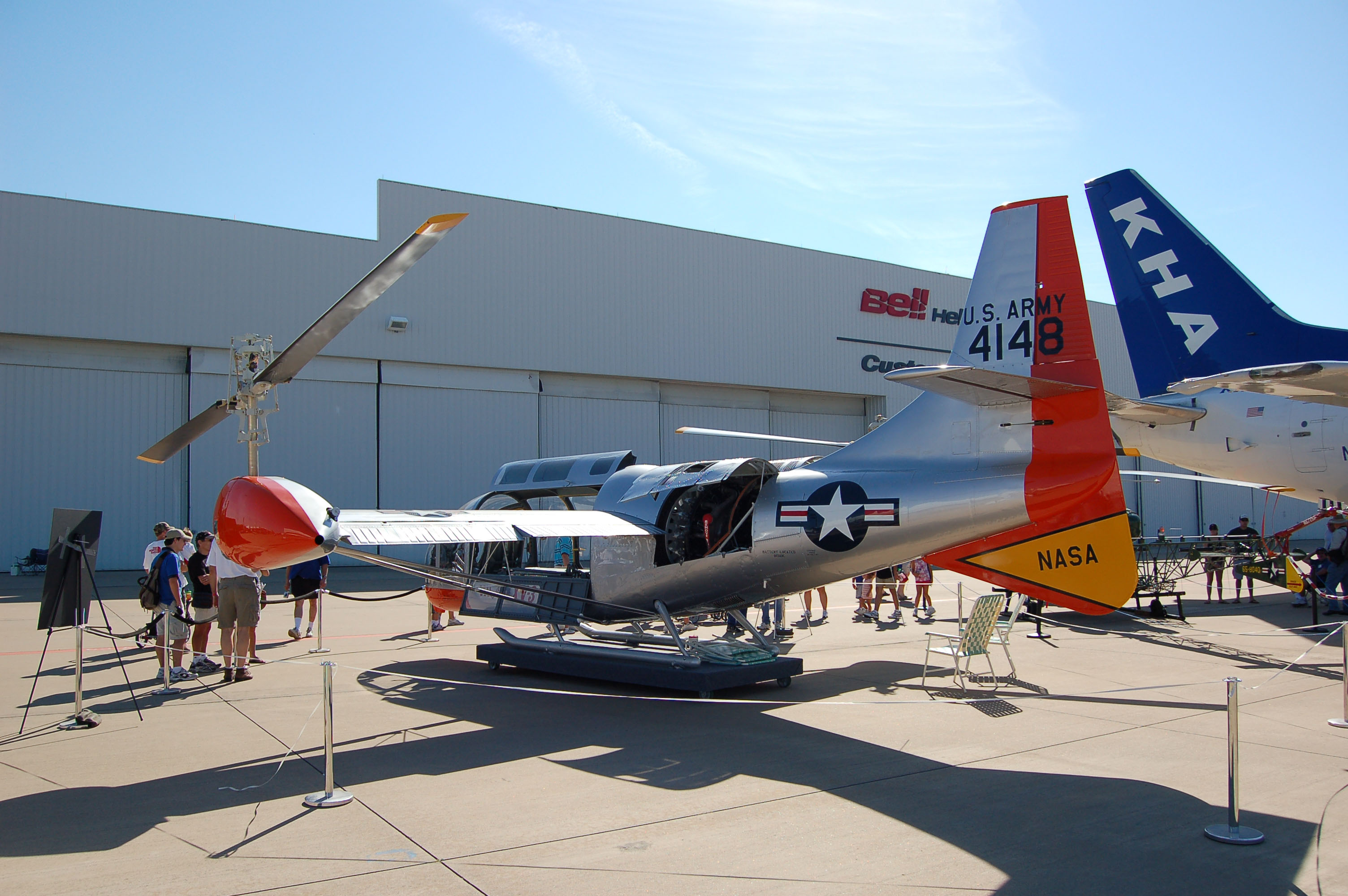
Вид сзади

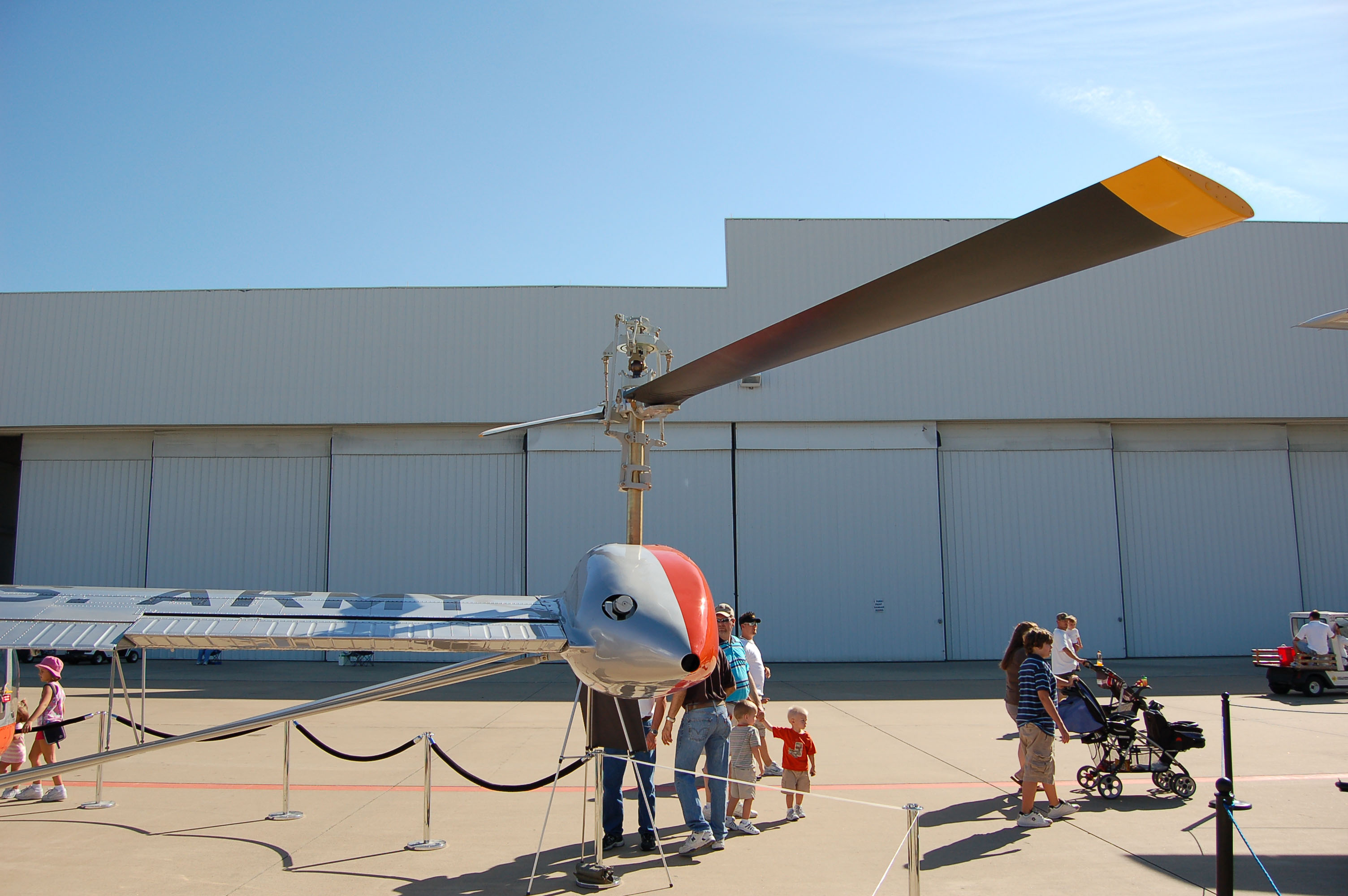
Starboard tiltrotor

Bell XV-3 — экспериментальный конвертоплан. Первый полёт осуществил 11 августа 1955 года. Впервые переход от вертикального полёта к горизонтальному состоялся 18 декабря 1958 года. К 1966 году было выполнено более 250 полётов. Это доказало принципиальную возможность схемы с поворотными винтами. Испытания машины прошли успешно и было принято решения создать на её базе  аппарат с поворачивающимися двигателями, что привело к постройке конвертоплана Bell XV-15. Работы по созданию и испытаниям летательного аппарата велись в 1952—1960 гг. Проект обошёлся американской казне в $10,1 млн.

## ЛТХ
- максимальная скорость — 280 км/ч
- потолок — 3600 м
- взлётный вес — 2177 кг
- вес пустого — 1633 кг
- Силовая установка — 1 x Pratt & Whitney R-985 мощностью 330 кВт
- диаметр поворотных винтов — 7,32 м
- размах крыла — 9,15 м